# Colonia Modesto Rangel
Colonia Modesto Rangel är en ort i Mexiko.   Den ligger i kommunen Emiliano Zapata och delstaten Morelos, i den sydöstra delen av landet, 70 km söder om huvudstaden Mexico City. Colonia Modesto Rangel ligger 1 237 meter över havet och antalet invånare är 142.
Terrängen runt Colonia Modesto Rangel är kuperad österut, men västerut är den platt. Runt Colonia Modesto Rangel är det tätbefolkat, med 591 invånare per kvadratkilometer. Närmaste större samhälle är Cuernavaca, 12,3 km norr om Colonia Modesto Rangel. I omgivningarna runt Colonia Modesto Rangel växer huvudsakligen savannskog.